# ثكنة (قرية)
ثكنة هي قرية في إقليم سيدي قاسم ضمن جهة الغرب شراردة بني حسين بالغرب المغربي. كان مجموع عدد سكان جماعة ثكنة 6.994 نسمة.(تعداد السكان الرسمي 2004)